# 홍시욱
홍시욱(1929년 5월 27일 ~ 1950년 9월 14일)은 한국전쟁 당시 해군본부의 정보국 특수공작대 하사를 역임한 군인이다. 그는 1948년 6월 1일 해군의 신병 10기로 입대한 후 X-ray작전의 첩보대원으로 참여하여 인천상륙작전이 성공할 수 있는 토대를 마련하였다. X-ray작전의 공로와 희생을 인정받은 홍시욱은 2005년 9월 이달의 호국 인물로 선정되었다.

## 업적
인천상륙작전은 6.25전쟁 당시 낙동강 지구까지 밀린 전세를 완전히 뒤바꿔 놓아 노르망디상륙작전과 함께 대표적인 상륙작전으로 손꼽힌다. 1950년 9월 15일 인천상륙작전의 성공에는 대한민국 해군첩보부대의 성공적인 X-ray작전과 희생이 있었다.

## X-ray 작전

### 해군 특수첩보대의 탄생
6.25전쟁이 한창이던 1950년 7월, 북한군의 남침이 가속화되면서 한미 연합군은 6.25전쟁의 전세를 역전시킬 인천상륙작전을 감행하기로 하였다. 인천상륙작전이 성공하기 위해서는 인천의 지형과 적 상황에 대한 정보가 필요하였는데 한국어와 인천의 지리조차 모르는 미군 첩보부대는 투입이 불가능한 상황이었다. 이에 따라 맥아더 장군은 손원일 해군참모총장에게 한국군만이 알 수 있는 인천 일대 정보 수집을 요청하였고, 임병래 중위와 홍시욱 하사를 포함한 총 17명의 해군 특수첩보대가 탄생하였다. 해군 특수첩보대가 수행한 주요 작전은 X-ray작전이다. 이 작전은 인천상륙작전을 위해 적의 내부를 사진처럼 파헤치라는 뜻으로 이름지어졌다.

### X-ray 작전의 수행
해군 특수첩보대가 가장 먼저 수행한 작전은 '영흥도 첩보전'이었다. 영흥도 첩보전은 인천 앞바다의 영흥도를 거점으로 인천, 서울, 수원 등지까지 잠입하는 작전이다. 해군 특수첩보대는 8월 18일 새벽 1시, 어선으로 위장한 첩보선을 타고 부산에서 출발하여 영흥도로 잠입하였다. 모든 사항은 기밀이었고 적에게 납치되는 상황에 대비해 어선 밑바닥에 시한폭탄을 장착해 자폭을 준비하는 등 철저한 보안 아래 첩보 활동에 나섰다. 대원들은 정보국의 지하조직 요원이었던 정보원을 포섭하여 인천 해안포대의 위치와 병력 배치, 병력 규모와 화력, 기뢰매설 위치, 상륙 지점 지형 등의 정보를 수집하였다. 또한, 인천만에 진입을 하기 위해서는 항로 수심을 측정하는 것이 필수적이었다. 인천만은 함정이 진입하기에 너무 좁은 수로와 9미터가 넘는 조수간만의 차를 가지고 있었기 때문이다. 대원들은 항로 수심을 측정하여 50년 만에 수심이 가장 깊은 날을 발견하였다. 그리고 상륙이 가능한 시간은 밀물이 들어오는 단 2시간이라는 것을 알아내었다. 이렇게 수집된 정보는 즉각 미 극동군 사령부로 송신돼 인천상륙작전의 세부 계획 수립에 반영되었다.

#### 해군 특수첩보대의 희생
인천상륙작전 개시를 앞두고 대원들에게 철수 명령이 내려졌다. 철수를 서두르던 새벽 2시, 첩보활동을 뒤늦게 감지한 북한군은 영흥도를 기습하였다. 11명의 대원들은 철수하고, 영흥도에는 임병래 중위와 홍시욱 하사 등 6명의 대원만이 남아 적의 공격을 막아내기 위하여 노력하였다. 임병래 중위와 홍시욱 하사는 적을 유인하여 나머지 대원들을 모두 탈출시킨 후 포위 위기에 직면하였다. 정규 작전을 수행할 무기가 없었기 때문에 적에게 곧 포로가 될 것이라고 생각하였고 포로가 된다면 인천상륙작전의 전무가 탄로날 것이라고 판단한 임병래 중위와 홍시욱 하사는 '대한민국 만세'를 외치고 자결하였다. 이들의 희생 덕분에 1950년 9월 15일, 맥아더 장군의 지휘 아래 인천상륙작전이 무사히 시작되었다. 해군 특수첩보대원들의 정보를 바탕으로 15시간만에 월미도와 일대를 수복하였으며 인천상륙작전은 성공으로 끝이 났다.

## 사후

### 상훈
미국 정부는 인천상륙작전의 성공에 기여한 홍시욱 하사의 공로를 기리기 위해 1953년 7월 6일 미국 은성훈장을 수여하였으며, 대한민국 정부는 1954년 1월 4일에 을지무공훈장을 수여하여 전공을 높이 평가하였다. 유해는 서울 동작동 국립현충원에 안장되어 있다.

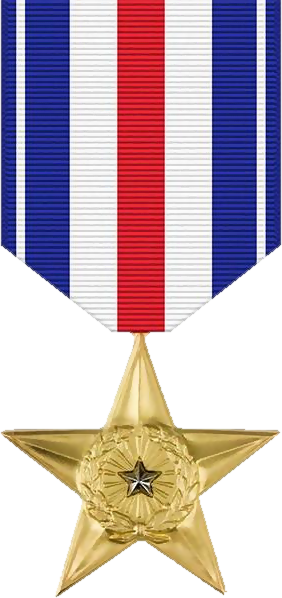
미국 은성훈장
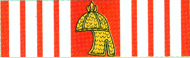
을지무공훈장

### 홍시욱함
2013년 10월 10일, 홍시욱 하사의 이름을 단 유도탄 고속함 11번함인 '홍시욱함'이 취역하였다. ‘홍시욱함’은 함대함 유도탄, 76㎜, 40㎜ 함포 등으로 무장했다. 규모는 배수량 450t에 길이 63m, 전폭 9ｍ이다. 최대 속도는 40노트(시속 74㎞)까지 낼 수 있으며, 40여 명의 승조원이 탑승할 수 있다. 홍시욱함은 연안·항만 방어와 초계임무를 수행한다.

### 영화 '인천상륙작전'
영화 '인천상륙작전'은 작전을 성공적으로 수행하기 위해 작전 한 달 전부터 실시한 대북 첩보작전 'X-ray'에 투입된 해군 첩보부대 대원들의 임무수행과정을 다루고 있다. 첩보전의 특성상 남아있는 자료가 거의 없었기 때문에 생존자 증언을 토대로 영화화하였다. 이 영화를 통해 대중들에게 잘 알려져있지 않았지만 역사를 바꾼 비밀연합작전인 X-ray작전이 관심을 받기 시작하였다.

영화 인천상륙작전

## 같이 보기
- 임병래
- 6.25전쟁
- 인천상륙작전
- 이달의 호국인물

## 참고 문헌
- 『인천상륙작전의 숨은 주역 함명수』(김선덕, 2016)
- 『6.25전쟁과 한국해군작전』(해군역사기록관리단,2010)

## 참고자료
- 한국민족문화대백과사전(홍시욱(洪時旭))
- 홍시욱 하사 인천상륙작전의 비밀을 지켜라! - 국가보훈처
- [숨겨진 영웅 이야기] 목숨을 건 첩보작전! 자신의 희생으로 나라를 지킨 임병래 중위